# Moto Racer 4
Moto Racer 4 est un jeu vidéo de course de motocyclette développé par Microïds et édité par Anuman Interactive, sorti en 2016 sur Windows, Mac, PlayStation 4 et Xbox One.

## Accueil
- Jeuxvideo.com : 7/20[1]